# The Ego Has Landed
A The Ego Has Landed című válogatásalbum Robbie Williams brit popénekes lemeze.
Miután Williams világszerte sikert aratott (különösen Európában), szerződést írt alá a Capitol Records-szal, az EMI lemezkiadó amerikai részlegével. A válogatásalbum 1999 májusában jelent meg Kanadában és világszerte később adták ki. Ezt a lemezt nem a szólóalbumai közé sorolták, hanem az első két lemezének válogatásalbumaként könyvelték el. A The Ego Has Landed volt amerikai debütáló albuma, a Life thru a Lens és az I’ve Been Expecting You-ról vett dalokkal. A lemez címe egy paródia, az Apollo–11 expedíció nevére utal: "The Eagle Has Landed".

## Siker
Amikor első amerikai kislemeze, a Millennium megjelent, Williams turnéra ment (US Promotional Tour), a kislemez a 72. lett a Billboard Hot 100 slágerlistán. A The Ego Has Landed 1999 májusában jelent meg az Amerikai Egyesült Államokban, a 63. lett a Billboard album listáján, nem ért el akkora sikert, mint Európában. Ennek ellenére a videóklip sikeres lett, jelölték az MTV Music Awardra legjobb videóklip férfi előadótól kategóriában. Végül nem nyerte el a díjat, de mindez segített az eladásában.
A Capitol Records, hogy nagyobb sztárt faragjon Williamsből, kiadta az album második kislemezét, az Angels címűt, amelyhez videóklip is készült.
A kislemez 1997 decemberében jelent meg, még nagyobb siker lett, mint a Millennium, a 41. helyen végzett a slágerlistán. Az albumból 596 000 darabot adtak el, az Amerikai Egyesült Államokban a RIAA aranylemezzé nyilvánította 1997-ben.
A válogatásalbum világszerte több országban megjelent (Európában limitált kiadásban, Latin-Amerikában, Ázsiában és Új-Zélandon nagyobb példányszámban jelent meg), az albumnak sikere volt Új-Zélandon, első helyen végzett a hivatalos album listán. 140 000 példányt adtak el belőle, 9-szeres platinalemez lett. Ausztráliában is platina minősítést kapott, több, mint 70 000 eladott lemezért. Az albumot Latin-Amerikában is promotálták. Williams rögzítette az Angels spanyol verzióját is, ez egy bónuszdalt is tartalmazott és kislemezként jelent meg (csaknem 2 évvel azután, hogy az eredeti angol kislemez megjelent). A spanyol verzió a legtöbb latin-amerikai országban nagy siker volt, de a spanyol kislemez csak 1997-ben volt igazán sikeres, a legtöbb videos és rádiós megjelenés az I’ve Been Expecting You dalaira koncentrált. Ennek ellenére, a válogatásalbum közepes sikere Mexikóban és Argentínában aranylemezt eredményezett. Világszerte több mint 1 millió darabot adtak el belőle.

## Dalok listája
| #   | Cím                                                    | Szövegíró                                                  | Producer                  | Hossz |
| --- | ------------------------------------------------------ | ---------------------------------------------------------- | ------------------------- | ----- |
| 1.  | Lazy Days                                              | Guy Chambers, Robbie Williams                              | Guy Chambers              | 3:53  |
| 2.  | Millennium                                             | John Barry, Leslie Bricusse, Guy Chambers, Robbie Williams | Guy Chambers, Steve Power | 4:04  |
| 3.  | No Regrets                                             | Guy Chambers, Robbie Williams                              | Guy Chambers, Steve Power | 5:09  |
| 4.  | Strong                                                 | Guy Chambers, Robbie Williams                              | Guy Chambers, Steve Power | 4:37  |
| 5.  | Angels                                                 | Guy Chambers, Robbie Williams                              | Guy Chambers, Steve Power | 4:24  |
| 6.  | Win Some Lose Some                                     | Guy Chambers, Robbie Williams                              | Guy Chambers, Steve Power | 4:19  |
| 7.  | Let Me Entertain You                                   | Guy Chambers, Robbie Williams                              | Guy Chambers, Steve Power | 4:21  |
| 8.  | Jesus In A Camper Van helyett: Phoenix From The Flames | Guy Chambers, Loudon Wainwright III, Robbie Williams       |                           | 4:02  |
| 9.  | Old Before I Die                                       | Eric Bazilian, Desmond Child, Robbie Williams              | Guy Chambers, Steve Power | 3:54  |
| 10. | Killing Me                                             | Guy Chambers, Robbie Williams                              |                           | 3:57  |
| 11. | Man Machine                                            | Guy Chambers, Robbie Williams                              |                           | 3:35  |
| 12. | She’s the One                                          | Karl Wallinger                                             | Guy Chambers, Steve Power | 4:18  |
| 13. | Karma Killer                                           | Guy Chambers, Robbie Williams                              |                           | 4:28  |
| 14. | One Of God’s Better People                             | Guy Chambers, Robbie Williams                              |                           | 3:35  |

- Az album egy rejtett poént tartalmaz a 14. dal után.
- A latin-amerikai kiadás 15. dala az Angels spanyol verziója.

## Helyezések és eladási statisztika
| Ország                    | Csúcs pozíció | Minősítés       | Eladás   |
| ------------------------- | ------------- | --------------- | -------- |
| Argentína                 |               | aranylemez      | 30,000+  |
| Ausztrália                | 20            | aranylemez      | 35,000+  |
| Kanada                    | 17            | platinalemez    | 100,000+ |
| Új-Zéland                 | 1 (2 hétig)   | 9x platinalemez | 135,000+ |
| Amerikai Egyesült Államok | 63            | aranylemez      | 598,000+ |

## Közreműködők
- Robbie Williams – executive producer
- Stewe Power – producer
- Guy Chambers – producer, zenei rendező, billentyűs hangszerek, vokál
- Chris Sharrock – dobok
- Fil Eisler – basszusgitár, vokál
- Gary Nuttall – gitár, vokál
- Alex Dickson – gitár, vokál
- Planet Claire – vokál, gitár, billentyűs hangszerek
- Neil Tennant – vokál (a Parlophone Records engedélyével)
- Neil Hannon – vokál (a Setanta Records engedélyével)
- Tommy Steele – művészeti rendező
- Jake Chessum – fotó
- Frank Ockenfels – fotó[8]